# Schmutzige Dollars
Schmutzige Dollars ist ein US-amerikanischer Western aus dem Jahr 1947 von Raoul Walsh mit Dennis Morgan und Jane Wyman in den Hauptrollen. Der Film wurde von Warner Bros. produziert.

## Handlung
1867 in Laramie im Wyoming-Territorium. Der Agent des Postkutschenbetreibers Wells Fargo, Webb Yancey, zwingt den Spieler James Wylie, nach einem Gesetzlosen namens „The Poet“ zu suchen, der Postkutschen von Wells Fargo ausgeraubt hat. Als Gegenleistung für die Festnahme des Räubers verspricht Yancey, dass die derzeit gegen James in Nevada erhobenen Strafanzeigen fallengelassen werden und er eine Belohnung erhält.
Auf dem Weg nach Cheyenne, wo Gerüchten zufolge der Poet eine Bande gründet, teilt James die Postkutsche mit Emily Carson und Ann Kincaid. Bevor sie Cheyenne erreichen, wird die Kutsche von Sundance Kid und seiner Bande angegriffen, die außer sich vor Wut sind, als sie eine leere Kiste entdecken, die nur ein Gedicht des Dichters enthält. An diesem Abend entdeckt James in dem Saloon, in der Emily als Sängerin auftritt, einige der Männer der Bande und folgt ihnen zu ihrem Versteck. Dort gibt er vor, der Poet zu sein. Sundance enthüllt, dass Ann, die Frau des Poeten, ebenfalls im Versteck ist. Ann spielt die Täuschung mit, denn sie möchte, wie sie später erklärt, den Poeten genauso gern gefangen nehmen wie James. Sundance steht Jims Behauptungen jedoch immer noch skeptisch gegenüber und beauftragt einige seiner Männer, Ann und James zu folgen. Um die Bande davon zu überzeugen, dass er wirklich Anns Ehemann ist, verbringt Jim die Nacht bei ihr, schläft aber auf ihrer Couch.
James weiß nicht, dass Anns Ehemann Ed Landers ist, ein Angestellter von Wells Fargo. Ann warnt Ed, dass er verfolgt wird. Der verspricht, mit den Raubzügen aufzuhören und in drei Tagen mit ihr nach San Francisco aufzubrechen. Mit einer List lockt Ann James in eine nahegelegene Stadt, wohin ihnen Sundances Männer folgen. Als Sundance und seine Männer versuchen, eine Kutsche auszurauben und erneut eine Nachricht des Poeten zu finden, wird Sundance gegenüber James noch misstrauischer. In der darauffolgenden Schießerei werden drei Mitglieder von Sundances Bande getötet. James wird klar, dass Ann ihn hintergangen hat. Er kehrt er in die Stadt zurück und, da er Landers wahre Identität nicht kennt, enthüllt er diesem, dass er für Yancey arbeitet. James bittet den Sheriff, dem Mietstall zu befehlen, keine Pferde zu vermieten, in der Hoffnung, dass dies den Poeten dazu zwingt, sich zu offenbaren. Als James erfährt, dass eine Frau zuvor eine Stute aus dem Stall gekauft hat, beobachtet er das Pferd, um zu sehen, wem es jetzt gehört.
Unterdessen kann Landers den Sheriff davon überzeugen, dass James der Poet ist. Als Ann Landers erneut besucht, riecht sie Emilys unverwechselbares Parfüm und vermutet zu Recht, dass ihr Mann nicht mit ihr, sondern mit Emily die Stadt verlassen will. Ann entdeckt, dass Emily die Stadt mit der Abendkutsche verlassen will und kauft eine Fahrkarte, ebenso wie James, der Landers auf der Stute gesehen hat. Als Landers die Kutsche überfällt, um mit Emily durchzubrennen, wird er von James erschossen. Yancey teilt James mit, dass er keinen Anspruch auf die Belohnung habe, bis er das gestohlene Geld gefunden habe. James ist kurz davor zu verzweifeln, doch bevor Ann die Stadt verlässt, wirft sie zwei Geldsäcke von der Kutsche. James liefert das Geld ab und reitet glücklich Ann hinterher, in die er sich verliebt hat.

## Hintergrund
Gedreht wurde der Film vom 14. März bis Ende Mai 1946 in den Warner-Studios in Burbank. Außenaufnahmen entstanden in Sedona (Arizona).
In Pressemitteilungen des Studios wurde bekannt gegeben, dass Humphrey Bogart  die Hauptrolle spielen und Zachary Scott ebenfalls eine Hauptrolle übernehmen sollte. Im Mai 1946 wurde berichtet, dass John Alvin Clifton Young in der Rolle des „Single Jack“ ersetzte, als dieser erkrankte.
Ted Smith oblag die künstlerische Leitung. Jack McConaghy war für das Szenenbild zuständig, Milo Anderson für die Kostüme. Hans F. Koenekamp und William C. McGann schufen die Spezialeffekte.
Die Figur des Ed Landers lehnt sich an den historischen Postkutschenräuber Charles E. Boles an, der als „Black Bart the Poet“ zwischen 1875 und 1883 Jahren Überfälle auf Postkutschen der Wells Fargo verübte und dabei Gedichte hinterließ.

## Musik
Folgende Songs wurden im Film gespielt:
- Going Back to Old Cheyenne von Max Steiner und Ted Koehler
- I'm So in Love von Ted Koehler und Maurice K. Jerome

Leo F. Forbstein war der musikalische Direktor, Hugo Friedhofer der Orchesterleiter.

## Veröffentlichung
Die Premiere des Films fand am 7. Juni 1947 in New York statt. In Österreich kam er am 15. September 1950 in die Kinos, in der Bundesrepublik Deutschland am 3. Oktober 1964. Im Fernsehen erschien er auch unter dem Titel Wyoming Express.

## Kritiken
Der Filmkritiken-Aggregator Rotten Tomatoes hat in einer Auswertung ein Publikumsergebnis von 67 Prozent positiver Bewertungen ermittelt.
Das Lexikon des internationalen Films schrieb: „US-Western auf gehobenem Regieniveau.“
Die Filmzeitschrift Cinema befand: „Netter B-Western minus 15 Minuten.“